# Prangos lamellata
Prangos lamellata är en flockblommig växtart som beskrevs av Jevgenij Korovin. Prangos lamellata ingår i släktet Prangos och familjen flockblommiga växter. Inga underarter finns listade i Catalogue of Life.